# Лакомка (приток Лыченки)
Лакомка — река в России, протекает по Сланцевскому району Ленинградской области. Устье реки находится в 8,3 км по правому берегу реки Лыченки, исток — Севернее деревни Лесище. Длина реки составляет 15 км.

## Данные водного реестра
По данным государственного водного реестра России относится к Балтийскому бассейновому округу, водохозяйственный участок реки — Луга от в/п Толмачево до устья.
Код объекта в государственном водном реестре — 01030000612102000026466.